# 헥토이노베이션
주식회사 헥토이노베이션(영어: Hecto Innovation)은 대한민국의 IT기술 기반의 금융, 데이터, 헬스케어 기업이다.

## 역사 및 현황
헥토이노베이션은 2009년에 민앤지라는 이름으로 설립되었으며, 2015년 6월 30일부로 코스닥 시장에 상장하였다.
2022년 민앤지에서 현재의 상호로 변경하였으며2024년 중국의 기업(시노팜 계열사인 국약약재)와 5년간 최소 1,550억 원 규모의 계약을 체결하였다.
2023년도에 최대 매출을 경신하며 자사주 소각과 현금배당을 포함한 3개년 주주환원계획을 발표하였고, 이로 인해 주주친화정책을 강화할 예정이라고 밝혔다.

## 내용주
1. ↑  통합된 그룹사 상호 사용으로 사업간 연계 시너지창출